# Берёзовское сельское поселение (Рамонский район)
Берёзовское сельское поселение — муниципальное образование в Рамонском районе Воронежской области.
Административный центр — село Берёзово.

## География
Сельское поселение расположено в восточной части района. Муниципальное образование граничит на севере — с Карачунским сельским поселением, на востоке — со Ступинским сельским поселением, на юго-востоке — с Верхнехавским районом, на юге — с Айдаровским сельским поселением и Рамонским городским поселением, на западе с Горожанским сельским поселением, а на северо-западе — с Комсомольским сельским поселением.

## История
Березовский сельсовет был образован на основании Указа Президиума Верховного Совета РСФСР от 03 ноября 1965 года и передан в состав Рамонского района. В связи с принятием 6 октября 1977 года Конституции Березовский сельсовет уточнил свое название- Березовский сельский Совет народных депутатов. Структура и функции сельсовета не изменились.
После событий августа 1991 года началась реорганизация органов государственной власти. 12 декабря 1991 года Глава администрации Воронежской области подписал постановление № 50 « О реорганизации органов государственного управления в области». Этим постановлением упразднялись исполнительные комитеты, а исполнительная власть передана главам администраций.
Руководствуясь Указом Президента РФ № 1617от 9 октября 1993 года « О реформе представительных органов власти и местного самоуправления в Российской Федерации», Постановлением главы Березовской сельской администрации № 95-А от 9 октября 1993 года Постановлением главы администрации Рамонского района №1660 от 26.10.1993г. Березовский Совет был ликвидирован, все полномочия сельского Совета переданы сельской администрации с. Березово.
В соответствии с Законом Воронежской области от 15. 12. 2004 г. № 90 « Об установлении границ, наделении соответствующим статусом, определении административных центров муниципальных образований Новоусманского и Рамонского районов» муниципальное образование « Березовская сельская администрация Рамонского района Воронежской области» наделена статусом сельского поселения. Официальное наименование муниципального образования в соответствии с Уставом Березовского сельского поселения «Березовское сельское поселение Рамонского муниципального района Воронежской области».

## Населённые пункты
В состав поселения входят:
- село Берёзово,
- деревня Борки,
- деревня Ивницы,
- село Лопатки.

## Социальная сфера

### Образование
В систему образования Берёзовского сельского поселения входит:
- детский сад в селе Берёзово, емкостью 38 мест, с числом детей 38 человек;
- детский сад в селе Лопатки, емкостью 38 мест, с числом детей 18 человек.

На территории села Берёзово расположен Берёзовский сельскохозяйственный колледж, емкостью — 1000 мест, с числом учащихся — 400 человек. Общеобразовательные школы в Березовском сельском поселении отсутствуют. Дети посещают школьные учреждения в р.п. Рамонь.

### Здравоохранение
На территории Берёзовского сельского поселения расположены 3 фельдшерско-акушерских пункта. Население Берёзовского сельского поселения также пользуются услугами учреждений здравоохранения расположенных в рабочем поселке Рамонь.

## Население
| 2010  | 2012  | 2013  | 2014  | 2015  | 2016  | 2017  |
| ----- | ----- | ----- | ----- | ----- | ----- | ----- |
| 2053  | ↗2059 | ↘2057 | ↗2067 | ↗2083 | ↘2065 | ↗2075 |
| 2018  |       |       |       |       |       |       |
| ↗2103 |       |       |       |       |       |       |